# イ・ジヒョン (アナウンサー)
イ・ジヒョン（ハングル表記：이지현）は、大韓民国のKBS釜山放送総局所属のアナウンサー。梨花女子大学校英語英文学科を卒業した。2014年にKBS第41期公開採用でアナウンサーとして採用され、KBS釜山放送総局に配属された。毎年開催される『釜山国際映画祭』関連の生放送番組の司会進行を務めている。2019年に判事と結婚し、2020年に長男を出産した。